# Mieczysław Orski
Mieczysław Orski (ur. 4 sierpnia 1943 we Lwowie) – polski poeta, prozaik, tłumacz i krytyk literacki.
Debiutował w 1961 roku na łamach prasy jako prozaik. W latach 1967–1971 pracował w redakcji „Słowa Polskiego”, od 1972 roku jest redaktorem miesięcznika „Odra”, a od 1992 roku jego redaktorem naczelnym.

## Twórczość wybrana
- Wyspa
- Zmowa obojętnych, Wrocław, Zakład Narodowy im. Ossolińskich, 1973
- Etos lumpa
- Zamarznięty ocean, Wrocław, Zakład Narodowy im. Ossolińskich, 1981, ISBN 978-83-04-00656-0.
- Kontestator wśród narodowych znaków, Wrocław, Wydawnictwo Dolnośląskie, 1989, ISBN 978-83-7023-050-0.
- Opowieści dla dorosłych i opowiastki dla niedorosłych: krytyczny przegląd dorobku nowej prozy polskiej, Wrocław, Oficyna Wydawnicza Atut, 2010, ISBN 978-83-7432-644-5.